# 當真あみ
當真 あみ（とうま あみ、2006年〈平成18年〉11月2日 - ）は、日本の女優。沖縄県出身。ディネアンドインディー所属。

## 経歴
2020年10月に沖縄でスカウトされディネアンドインディーに所属。
2021年7月、リクルートが14年ぶりに制作する企業CMでデビュー。
2022年1月 - 3月、TBS系金曜ドラマ『妻、小学生になる。』でテレビドラマ初出演。同年4月、アサヒ飲料「カルピスウォーター」の14代目のテレビCMキャラクターを務める。同年12月23日、アニメーション映画『かがみの孤城』でオーディションを経て主人公・安西こころ役を務め、声優初挑戦。
2023年、『どうする家康』にて、徳川家康の長女・亀姫役で出演し、NHK大河ドラマ初出演。
2024年3月26日、NHK特集ドラマ『ケの日のケケケ』でテレビドラマ初主演。
2025年7月スタートの『ちはやふる-めぐり-』（日本テレビ）で連続ドラマ初主演。

## 人物
- 趣味は音楽鑑賞、アニメを見ること、カメラ、手芸[1][2][3][注 2]。
- 特技は3歳半から始めたバイオリンと幼稚園から始めたピアノ[2][3][14][注 3]。
- 左利き[16]。
- 憧れの女優は長澤まさみ[14]。
- 好きなものは母が作ったハンバーグ[13]。

## 出演

### テレビドラマ
- 妻、小学生になる。（2022年1月21日 - 3月25日、TBS） - 出雲凜音 役[4]
- オールドルーキー 第5話（2022年7月31日、TBS） - 三咲麻有 役[17]
- 霊媒探偵・城塚翡翠 第3話（2022年10月30日、日本テレビ） - 藤間菜月 役[18]
- Get Ready!（2023年1月8日 - 3月12日、TBS） - 嶋崎水面 役[19][20]
- ZIP! 朝ドラマ「パパとなっちゃんのお弁当」（2023年1月16日 - 3月17日、日本テレビ） - ヒロイン・遠山千夏 役[21]
- 大奥「8代・徳川吉宗×水野祐之進編」第9回・最終話（2023年3月7日・14日、NHK総合） - 龍 役[22]
- 大河ドラマ どうする家康 第17回 - 第23回（2023年5月7日 - 6月18日、NHK） - 亀姫 役[9][10]
- 最高の教師 1年後、私は生徒に■された（2023年7月15日 - 9月23日、日本テレビ） - 東風谷葵 役[23][24]
- さよならマエストロ〜父と私のアパッシオナート〜（2024年1月14日 - 3月17日、TBS） - 谷崎天音 役[25]
- ケの日のケケケ（2024年3月26日、NHK総合・NHK BSプレミアム4K） - 主演・片瀬あまね 役[11]
- 終りに見た街（2024年9月21日、テレビ朝日） - 田宮信子 役[26][27]
- リラの花咲くけものみち（2025年2月1日 - 15日、NHK総合・NHK BSプレミアム4K） - 梶田綾華 役[28]
- ちはやふる-めぐり-（2025年7月9日 - 、日本テレビ） - 主演・藍沢めぐる 役[12][29]

### ウェブドラマ
- 最高の教師 スピンオフドラマ - 東風谷葵 役
  - 3年後の僕たちは 第5話（2023年8月23日、TVer）[30]
  - 拝啓、大人になる貴方へ（2023年9月23日・30日、Hulu）[31]
- 僕の手を売ります（2023年10月27日 - 、FOD・Amazon  Prime Video） - 大桑丸子 役[32]

### ラジオドラマ
- FMシアター (NHK-FM)
  - 『14年目のハッピーバースデー』（2025年3月8日）- 小野寺美咲 役[33]

### 映画
- 水は海に向かって流れる（2023年6月9日、ハピネットファントム・スタジオ） - 泉谷楓 役[34]
- 忌怪島/きかいじま（2023年6月16日、東映） - 金城リン 役[35]
- Demon City 鬼ゴロシ（2025年2月27日、Netflix） - 坂田りょう 役[36]
- おいしくて泣くとき（2025年4月4日、松竹） - ヒロイン・新井夕花 役[37]
- 雪風 YUKIKAZE（2025年8月15日、ソニー・ピクチャーズ エンタテインメント / バンダイナムコフィルムワークス） - 早瀬サチ 役[38]
- ストロベリームーン 余命半年の恋（2025年10月17日公開予定、松竹） - 主演・桜井萌 役[39][40]
- 終点のあの子（2026年公開予定、グラスゴー15） - 主演・希代子 役（中島セナとダブル主演）[41]

### ウェブ映画
- いつも難しそうな本ばかり読んでる日高君（2022年2月13日、神宮前映画倶楽部 / 3月、U-NEXT） - 主演・サキ 役[注 4][42]

### 劇場アニメ
- かがみの孤城（2022年12月23日、松竹） - 主演・安西こころ 役[8]
- パリに咲くエトワール（2026年3月13日公開予定、松竹） - 主演・継田フジコ 役[43]

### アニメ
- ルカと太陽の花（2024年3月22日、NHK Eテレ） - ヒロイン・ロサ 役[44]

### 舞台
- 舞台『ハムレット』（2026年5月〈予定〉、日生劇場 / 6月〈予定〉、SkyシアターMBS） - オフィーリア 役[45]

### ナレーション
- Mrs. GREEN APPLE 18祭 1000人の本音（2024年12月25日、NHK総合）[46]
- センバツLIVE! 2025年 出場校紹介（2025年3月7日、センバツLIVE!）[47]

### CM
- リクルート（2021年7月24日 - ）[2]
- ブルボン
  - 濃厚チョコブラウニーピスタチオ
    - 「はじめまして」篇（2022年2月 - ） - ウェブCM[48]
    - 「また会いましたね」篇（2022年2月 - ） - ウェブCM[48]
    - 「ピスタチオラッシュ/しあわせラッシュ」篇（2022年2月 - ） - ウェブCM[48]

  - 濃厚チョコブラウニー
    - 「しっとりな幸せ」篇（2022年2月 - ）[49]
    - 「#ハマる濃厚チョコブラウニー」篇（2022年2月 - ）[49]
    - 「#濃厚メイキングアルバム」篇（2022年2月 - ）[49]
    - 「濃厚な、春が来た！第1話」（2023年3月30日 - ）
    - 「濃厚な、春が来た！第2話」（2023年4月3日 - ）[50]
    - 「夢が叶いますように」篇（2023年11月7日 - ）[51]
    - 「キミへのエール」篇（2024年10月15日 - ）[52]
- アサヒ飲料「カルピスウォーター」（2022年4月1日 - ）[6][7]
- アドバンスト・メディア「AmiVoice」（2023年1月16日 - ）[53][54]
- 京都きもの友禅（2023年7月19日 - ） - イメージモデル[55]
- 明星食品「青春という名のラーメン」（2024年10月1日 - ）[56]
- JR東日本「不思議なゲートウェイ 登場」篇（2024年11月1日 - ） - 堤真一と共演[57]

### MV
- 優里「メリーゴーランド」（2022年12月28日公開）[58]
- Uru「アンビバレント」（2024年1月20日公開）[59]
- tuki.「アイモライモ」（2024年11月6日公開）[60]

### 広告
- 全国火災予防運動ポスター（2022年9月 - ）
- 信書制度周知ポスター（2023年3月 - ）

## 書籍

### 写真集
- 當真あみ 1st写真集『Ami』（2025年3月4日、小学館）ISBN 978-4-09-682485-6[61][62]

### デジタル写真集
- 當真あみ 1st写真集『Ami』デジタル特別編集版（2025年3月18日、小学館）[63]